# Place du 8-Septembre
La place du 8-Septembre (1944) est une place du centre-ville de Besançon. Elle est l'une des plus vieilles et des plus importantes places de la ville, tenant un rôle central dans l'organisation du réseau viaire du centre historique.

## Situation et accès
La place est située au cœur du quartier de la Boucle, correspondant au centre historique de la ville. Elle se trouve plus précisément à la jonction de la rue de la République, de la grande rue ainsi que de la rue du palais de justice. Elle est de forme rectangulaire et mesure environ 2 500 m², et de type place semi-fermée.
C'est la compagnie de transport Ginko qui gère le transport de la ville. La place est desservie par les lignes  L3  L4  L6  10  Ginko Citadelle .
La place du 8-Septembre a une station de vélos du réseau bisontin VéloCité, ainsi qu'un arrêt de taxis.

## Origine du nom
Le nom de la place correspond au jour de la libération de Besançon, pendant la Seconde Guerre mondiale, le 8 septembre 1944.

## Historique

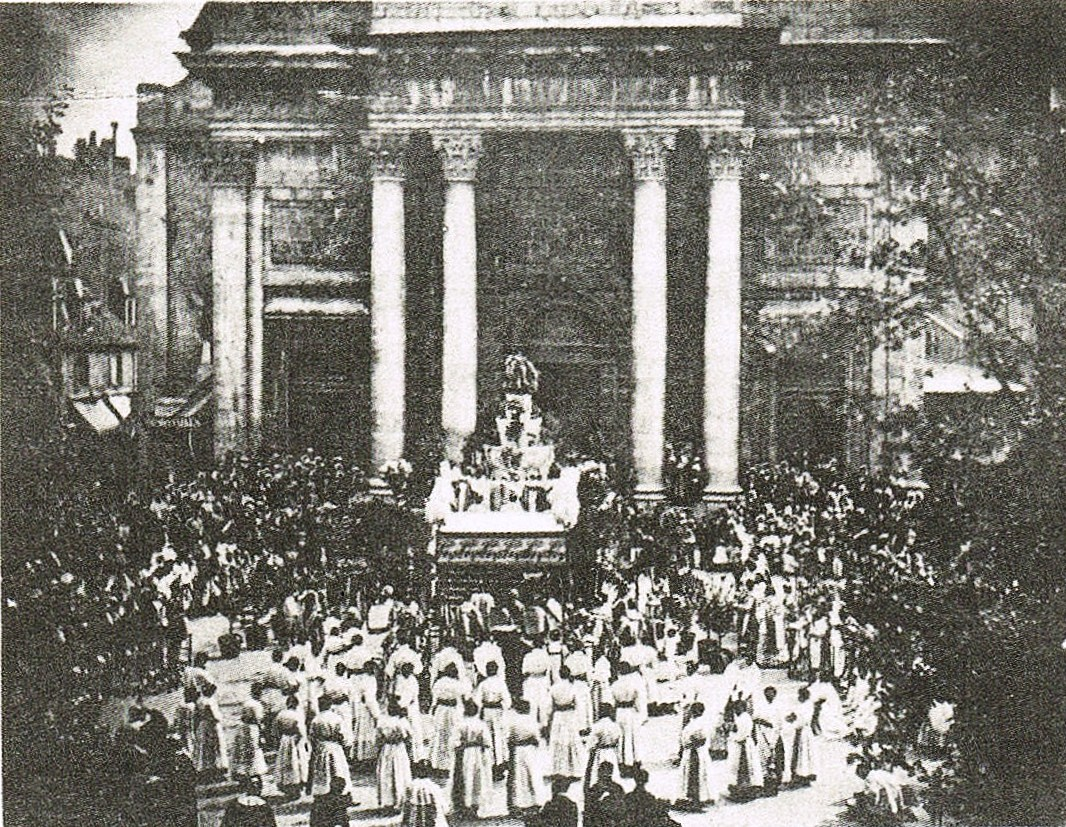
Procession de la fête-Dieu en 1863.

La place du 8-Septembre trouve ses origines lors de la construction de l'église Saint-Pierre, au IVe siècle, elle était alors le lieu privilégié avec le secteur de Saint-Jean pour les fêtes religieuses.
À l'origine, elle portait le nom de Saint-Pierre, en hommage au premier pape. Pour marquer l'avènement de la IIIe République après la destitution de Napoléon III, elle sera baptisée place du 4-Septembre (1870). Après la guerre 1939-1945, elle devient la « place du 8-Septembre » (1944).
Depuis la fin des années 1990, le secteur est restreint à l'accès des véhicules non-riverains. Dans les années 2000 cette place était privilégiée pour accueillir le marché de Noël.

## Bâtiments remarquables et lieux de mémoire

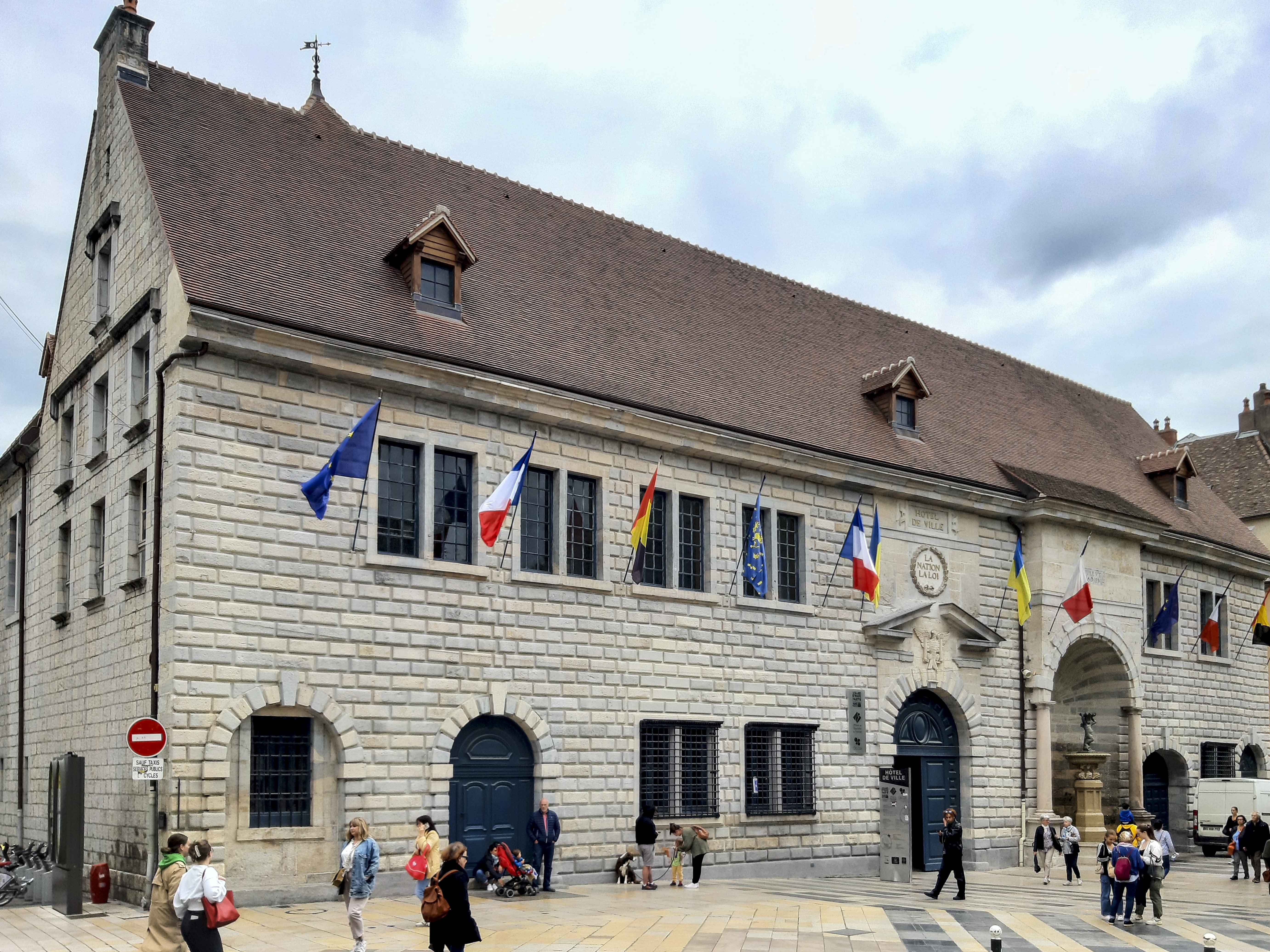
L'Hôtel de Ville et se fontaine, à droite.

- L'église Saint-Pierre et son presbytère.
- L'Hôtel de Ville.
- La fontaine de l'Hôtel de Ville dite fontaine Charles Quint.